# Harmodio Arias Madrid
Pour les articles homonymes, voir Arias.
Harmodio Arias Madrid, né le 3 juillet 1886 à Penonomé et mort le 23 décembre 1962 aux États-Unis, est un homme politique panaméen. Il est président du Panama à deux reprises du 3 au 16 janvier 1931 et du 5 juin 1932 au 1er octobre 1936.

## Biographie
Il étudie à la London School of Economics.
Il est le beau-père de Margot Fonteyn et le père de Roberto Arias (en).